# 딘 케이먼
딘 케이먼(영어: Dean L. Kamen, 1951년 4월 5일 ~)은 미국의 발명가이자, 세그웨이 PT를 발명한 인물이다.

## 수상
- 후버 메달 (1995년)
- 하인츠 상 (1999년)
- 기술 혁신 국가 메달 (2000년)
- 레메소니아 노벨상 수상 (2002년)
- ASME메달 (2007년)
- 린드버그 상 (2011년)
- 세계적인 박애 주의자 상 (2013년)

## 같이 보기
- 인슐린 펌프